# Beeline
«Beeline» (stylisé depuis 2021 comme «билайн»; également utilisé comme «Beeline») est la marque commerciale de la société VimpelCom, sous laquelle ses filiales fournissent des services de télécommunications (principalement des services de téléphonie mobile) en Russie (société «Vimpel-Communications») et dans les pays de la CEI. 
La société «VimpelCom» a été fondée en 1992 et officiellement enregistrée le 15 septembre 1992. Le 15 septembre est considéré comme la date d'anniversaire de la société «VimpelCom» (opérant sous la marque commerciale «Beeline»). Le slogan était absent entre 2005 et 2006.
Le nom de la marque provient de l'expression anglaise bee line (abeille et ligne).
Beeline est une marque du groupe Vimpelcom qui couvre plusieurs pays eurasiatiques, tels l'Ukraine, l'Arménie, la Géorgie, le Kazakhstan, le Kirghizistan, l'Ouzbékistan et le Tadjikistan.

## Activité
Sous la marque «Beeline», sont proposés des services de téléphonie mobile (GSM, UMTS et LTE) et de téléphonie fixe, d'accès internet haut débit filaire (FTTB) et sans fil (Wi-Fi, «Beeline WiFi»), ainsi que de télévision IP («Télévision numérique à domicile Beeline» et «TV mobile»).
Un service a été développé spécifiquement pour soutenir les opérations de recherche de l'association «Liza Alert».
En août 2024, «Beeline» a abandonné la bande de fréquence 3G à Moscou. Il a été le premier opérateur mobile russe à achever un projet de redistribution de ses propres bandes de fréquences de la 3G vers la 4G.
En novembre 2024, la marque Beeline en Ouzbékistan a changé de nom pour Hambi.
Le 13 décembre 2024, «Beeline» a abandonné la bande de fréquence 3G à Saint-Pétersbourg et dans la région de Léningrad.

## Classements
Jusqu'en 2011, «Beeline» était la marque la plus chère de Russie selon Interbrand. La marque «Beeline» est l'une des deux marques russes (avec «MTS») à figurer dans la liste des 100 plus grandes marques mondiales, établie en avril 2009 par le journal britannique Financial Times, où elle occupait la 72e place. Dans le classement des marques européennes (selon l'European Brand Institute), elle occupait la 39e place en 2009.
Au printemps 2011, «Beeline» a été retirée de la liste des cent marques les plus chères au monde, cédant la deuxième place en Russie à «Sberbank». L'entreprise a expliqué ces résultats par le fait qu'en 2009-2010, le budget publicitaire et les dépenses de promotion de la marque avaient été considérablement réduits.
«Beeline» fait partie du Top 5 en termes de diffusion radio et d'affichage publicitaire, ainsi que du Top 30 des annonceurs tous médias confondus, selon le classement des annonceurs de Sostav.

## Branding
En octobre 2021, l'entreprise a annoncé un changement de logo et de slogan, pour la première fois en 16 ans. Dans la nouvelle version, le nom s'écrit en minuscules et le nouveau slogan est «De ton côté». L'agence internationale Wolff Olins a travaillé sur le rebranding en 2005, et le développement de la marque actualisée a été réalisé par les employés de l'entreprise avec la participation de l'agence de création Contrapunto du groupe BBDO. De plus, le studio de design typographique Contrast Foundry a développé la nouvelle police Beeline. La campagne publicitaire lancée pour accompagner le changement a été préparée par l'agence Leo Burnett Moscow (qui fait partie de Publicis Groupe Russia).